# Alexander Gould
Alexander Gould (født 4. maj 1994) er en amerikansk skuespiller. Han er kendt for at have lagt stemme til roller som Nemo i Pixar-filmen Find Nemo og Bambi i Disney-filmen Bambi II. Derudover har han medvirket i forskellige amerikanske tv-serier, heriblandt Showtime-serien Weeds, hvor han spiller rollen som Shane Botwin.